# Budojcie
Budojcie (lit. Dūdaičiai) − wieś na Litwie, w rejonie solecznickim, 5 km na północ od Solecznik, zamieszkana przez 39 ludzi. Przed II wojną światową w Polsce, w powiecie wileńsko-trockim województwa wileńskiego.